# One Piece
„One Piece“ (на японски: ワンピース, по система на Хепбърн: Wan Pīsu) е манга поредица, написана и нарисувана от Ейичиро Ода, първоначално публикувана на 19 юли 1997 г. в седмичното издание за младежи „Джъмп“. Започва да излиза в отделни томове от 24 декември 1997 г., като са издадени 106 тома. От 20 октомври 1999 г. е реализирана аниме адаптация, продуцирана от „Toei Animation“, която продължава да се излъчва.
Серията от комикси проследява приключенията на младия пират Мънки Ди Луфи, който след като изяжда дяволския плод „Гому Гому но ми“, придобива способността да разтяга тялото си като гума. Той оглавява и сформира екипаж от пирати, наречен „Сламената шапка“, чрез които смята да осъществи най-голяма си мечта – да открие съкровището „One Piece“ и да стане Крал на пиратите.

## Сюжет
„Кралят на пиратите“ Gol D. Roger преди последния си дъх оставя съкровището си „One Piece“ на тайно място. Мнозина стават пирати и се впускат в битката за несметното богатство, като светът влиза в „Ерата на великите пирати“.
Едно момче Мънки Ди Луфи гледа с възхищение към живота на пиратите и особено към пиратския главатар Шанкс Червенокосия, чийто екипажа пуска котва в селото на Луфи. Малкото момче без да иска изяжда един от трофеите на пиратите – дяволския плод „Гъм-Гъм“. Под негово въздействие Луфи е обречен никога да не може да плува до края на живота си, но получава необикновена дарба – да разтяга тялото си като гума.
Десет години по-късно необикновено момче, носещо сламена шапка, подарена му от Шанкс, тръгва на дълго пътуване, за да осъществи мечтата си – да намери съкровището „One Piece“ и да стане крал на пиратите. Успява да присъдени към бъдещия си екипаж Ророноа Зоро – ловец на пирати, чиято цел е да стане най-добрия майстор на меча в света. Двамата поемат към „Великолепния маршрут“, но отклонявай се от него се срещат с Нами, която сама себе си нарича „специалистка по ограбването на пирати“ и която най-много на света мрази пирати.
Нами забърква Луфи и Зоро в конфликт с пиратския главатар Бъги Клоунът, един от малкото изял дяволски плод, даващ му способността тялото му да се разделя на части. Коварният капитан притежава картата на „великолепния маршрут“ и след битка с екипажа му, както и със самия него тримата взимат ценния предмет.
По-нататък Луфи, Зоро и Нами се запознават с Усоп, селски лъжец, който се опитва да предпази местна богата девойка от лапите на коварния пиратски капитан Куро и хипнотизатора Джанго. Луфи и приятелите помагат на Усоп да се опълчи срещу екипажа на Куро наречен „Черния котарак“.

## Развитие и Популяризация
Мангата по One Piece, започва да се издава за първи път с брой 34 на седмичното издание за младежи „Джъмп“ от 4 август 1997 година. Докато първият епизод на аниме адаптацията продуцирана от Toei Animation, излиза чак на 20 октомври 1999 година.
Ейичиро Ода, първоначално планирал One Piece да продължи пет години и да завърши с предварително замислен край. Постепенно се увлякъл в историята и решава да не я приключва толкова рано. Въпреки това авторът заявява, че краят ще е същият какъвто е планирал от началото и че е мотивиран да стигне до него, независимо колко години ще му отнеме това.
One Piece е най-продавана манга в историята на Weekly Shonen Jump, а също така и най-продаваната манга в Япония. Мангата става много популярна и увеличава многократно продажбите на Weekly Shonen Jump в последните 11 години. Със своите над 510 милиона продадени копия (около 410 милиона само в Япония и около 100 милиона извън Япония) One Piece е на първо място по продажби в историята на Weekly Shōnen Jump. През 2011 е мангата с най-много продадени копия (37 996 373) – повече от Naruto (2), Ao no Exorcist (3), Fairy Tail (4), Toriko (5), Gintama (6), Bakuman (7), Bleach (8) взети заедно. Същата година първите четири най-продавани тома манга също са One Piece (Том 61 с 3 382 588, том 62 с 3 207 568, том 63 с 3 073 175 и том 64 с 2 652 700). Том 67 държи рекорда в Япония за книга с най-много издадени копия при първи печат – 4 050 000 (бие собствения си рекорд няколко пъти подред).

## Манга
Има издадени 109 тома с 1088 глави.
Мангата започва да се издава на 4 август 1997 г.

### Преводът на VIZ
One Piece мангата е написана и нарисувана от Ейичиро Ода и първоначално се публикува от Shueisha на японски език за продажба в Япония.
На запад английският превод се прави от VIZ Media, които разпространяват мангата в цяла Северна Америка и Австралия, в английския вариант на Weekly Shonen Jump – Shonen Jump. Първата цветна книжка по поредицата Color Walk 1 също е публикувана на английски език, докато втората и третата книга все още не са пуснати в Северна Америка.

## Аниме
Невероятният успех на One Piece с публикуването му в Weekly Shonen Jump съвсем скоро ще се види като нищожен, защото милиони зрители ще започнат на гледат телевизионната адаптация (аниме) на мангата. Телевизионните серии дебютират през 1999 година, но анимираната версия на One Piece всъщност започва една година по-рано с OVA-та по мангата. Анимето е преведено на английски и броени седмици след пускането си в продажба в САЩ става много популярно. Цензурирано, за първи път дебютира в 4Kids TV, но след миграцията му в Toonami блокът на Картуун Нетуорк, цензурата е махната.

### Епизоди
Към януари 2023 година, One Piece има 1046 телевизионни епизода. Епизодите от 207 насам започват да се излъчват както и в стандартен формат (640x480), така и във висока резолюция (1240x720).
Епизодите на One Piece излизат на седмица по-веднъж в неделя, което прави четири епизода на месец или в някои случаи няколко двойни епизода последвани от кратка почивка.
В края на 2006 година Toei Animation продуцират пет кратки епизода, преразкаващи историите на всеки от екипажа на Сламените шапки, използвайки сцени от старите епизоди, те се преплитат в епизодите точно преди екипажа да нападне „Tower of Justice“. И отбелязват едно ново начало на сериите.

### Филми
Toei Animation също така продуцира девет One Piece филма, които биват излъчени по един всяка пролет след 2000 година. Стандартът за аниме филмите е те да биват правени по мангата, но тези са напълно откъснати от нея и нямат нищо общо с историята в анимето, те имат собствен сюжет, отличаващ се с много добра история. В допълнение три от филмите имат специален „бонус“, съдържащ сцени от всекидневието на екипажа, например как танцуват, играят футбол, баскетбол, волейбол и други.
Филмите са излъчени по следният ред:
1. One Piece: The Movie (на японски: Wanpīsu или 2000)
2. Clockwork Island Adventure (на японски: Nejimaki-shima no bōken или 2001)
  - Бонус Jango's Dance Carnival (на японски: Jango no dansu kānibaru)
3. Chopper's Kingdom on the Island of Strange Animals (на японски: Chinjū-tō no Choppā-ōkoku или 2002)
  - Бонус Dream Soccer King! (на японски: Yume no sakkā-ō!)
4. Dead End Adventure (на японски: Deddo endo no bōken или 2003)
5. Curse of the Sacred Sword (на японски: Norowareta seiken или 2004)
  - Бонус Take Aim! The Pirate Baseball King (на японски: Mezase! Kaizoku yakyū-ō)
6. Baron Omatsuri and the Secret Island (на японски: Omatsuri danshaku to himitsu no shima или 2005)
7. The Giant Mechanical Soldier of Karakuri Castle (на японски: Karakuri-jō no meka kyohei или 2006)
8. Episode of Alabasta: The Desert Princess and the Pirates
9. Episode of Chopper: Bloom in the Winter, Miracle Sakura (на японски: Episōdo obu Choppā + (Purasu) Fuyu ni Saku, Kiseki no Sakura или 2008)

### Бонус епизоди
На всяка година или две бива излъчен едночасов епизод, вместо нормален такъв.
Излъчени епизоди
1. 'Adventure in the Ocean's Navel (Излъчен след епизод 53)
2. Open Upon the Great Sea! A Father's Huge, HUGE Dream! (Излъчен след епизод 149)
3. Protect it! The Last Great Performance (Излъчен след епизод 174)
4. The Detective Memoirs of Chief Straw Hat Luffy (Излъчен след епизод 253)
5. The Criminal is Boss Luffy? Chase the Vanished Great Sakura Tree (Считан за Бонус епизод #5, въпреки че е епизод 303 с малко допълнителни песни)

Въпреки че са считани за нормални епизоди, те са по-скоро бонус такива:
1. Boss Luffy Returns! A Dream or Reality Lottery Trouble (Въпреки че продължава историята на Бонус епизод #4 не е считан за Бонус епизод #5, но вместо това е епизод 291 по официалното броене.)
2. The Great Race at the Rice Cake Firewood Castle! Red Nose's Conspiracy (Въпреки че продължава историята на Бонус епизод #4 не е считан за Бонус епизод #5, но вместо това е епизод 292 по официалното броене.)
3. Chopperman Departs! Protect the TV Station by the Shore

Някои епизоди в края си имат част от така наречения „Театър на Плетената шапка“
1. Chopper Man – Излъчен в епизод 279
2. Report Time – Излъчен в епизод 280
3. Obahan Time – Излъчен в епизод 281
4. No Code-of-Honor Time – Излъчен в епизод 282
5. Monster Time – Излъчен в епизод 283

## Чуждоезикови адаптации
Популярността на One Piece води до адаптиране на сериите, както и мангата на много чуждестранни езици, сред тях са: корейски, китайски, английски, немски, испански, каталонски, италиански, баски, норвежки, датски, шведски, виетнамски, индонезийски, португалски и финландски език.

## Заимстване

### Исторически личности – истински пирати
В One Piece, създателят Ода се е позовавал на много истински пирати, както и други личности от Златния век на пиратите. В това число влизат Bartholomew Roberts (Batholomew Kuma), Edward Teach (Marshall D. Teach, Thatch и Edward Newgate), Samuel Bellamy (Bellamy the Hyena), Francois l'Ollonais (Roronoa Zoro), Henry Morgan (Captain Morgan), Bartolomeo Português (Portgas D. Ace и Bartolomeo the Cannibal), Samuel Burgess (Jesus Burgess), John Auger (Van Auger), Jean Lafitte (Lafitte), Francis Drake a.k.a „Драконът“ (Monkey D. Dragon), Woodes Rogers (Gol D. Roger) и пиратът жена Awilda (Alvida) и други. Също така Calico Jack има две подобия: в Румба пиратите – капитан „Calico“ Yorki и в неговия известен флаг, където двата пресечени меча и черепа се смятат за близки до флага на Червенокосия-Shanks. Въпреки че тези прилики са налице само за Zoro, Morgan, Alvida, Bellamy, Whitebeard, Thatch и Teach, създателят е потвърдил, че имат нещо общо с историческите личности.
Още една прилика с реалните пирати са Shichibukai. Те се основават на превилигированите хора от стара Европа. Превилигированите са одобрени пирати, смятани за герой в своята страна и за тирани от други. Тяхната основна цел е била да опустошават мощната тогава Испания.

### Културни прилики
Няколко градове в историята са обосновани на истински градове и държави. Цялата арка в Alabasta е изпълнена с елементи от Древен Египет и Арабия, като архитектурата и облеклата. Water7 наподобява Венеция, а Logue Town прилича на Флоренция. The Florian Triangle е всъщност Бермудският триъгълник, където кораби са изчезвали безследно. Като цяло Thriller Bark арката, включва много елементи на фантастичните ужаси, като Невидимия Човек (Абсалом), Вампири (Хилдон), Призраци (Перона), Луди учени (Др. Хогбак), зомбита, живи скелети (Брук) и демони (Геко Мория).
Племето Шандия има прилика с американските индианци. Битката между племето и хората от Skypia е много близка до тази, когато европейците започнали да вземат земите на индианците, което довело до кървава война. Градът Шандора е почти еднакъв с така наречените „Златни Градове“, за които много европейци вярвали, че се намират в Америка. Гигантите от Елбаф имат прилика с Викингите. Ейичиро Ода е фен на норвежката митология от малък, също така той е разпространил много изображения на Straw Hat Pirats като викинги.
Има прилики и от библейски произход в образа на Содом и Гомор – двата Кралски бика на семейството на Франки. Имената им произлизат от библейските градове, за които се смята, че са омърсени. В своето представяне Бартолемиу Кума е изобразен държейки нещо подобно на Библия, но това все още не е доказано в хода на историята.

### Прилики
Ророноа Зоро (на английски: Roronoa Zoro) показва голяма прилика с маскирания боец с меч Зоро. Въпреки че не е потвърдено, но все пак остава най-очевадната прилика, която е самото име, което се пише по един и същ начин и се произнася по същия начин. Зоро също носи черна кърпа около ръката си и когато влиза в двубой той я завързва за главата си и тя хвърля сянка около очите му почти както маската на Зоро прикрива очите му, когато той влиза в битка. Все пак трябва да бъде отбелязано, че Ода никога не е коментирал тази прилика.
Сър Крокодил (на английски: Sir Crocodile) от Shichibukai, напомня много на известния капитан Хук от историята за Питър Пан, главно защото лявата му ръка е заменена от кука. Той също така отглежда Бананауани – гигантски крокодил, за който се смята, че отново напомня за Хук, защото той винаги е живял в страх от своя смъртен враг, а именно огромен крокодил. Тези прилики остават не коментирани от създателя. Още един член на Шичибукайте, Геко Мория, притежава сила от плод на дявола, която му позволява да отнема сенки. По този начин той поставя сенките във вид близък до този на сенките в Питър Пан.
Въпреки че повечето прилики с реални личности и пиратите от One Piece остават под въпрос, има два, които са повече от очевидни (Но отново не коментирани от Ода). Първо това е Джанго, който е ясно, че прилича много на Майкъл Джаксън (по вида му и по това, че още в представянето си той изпълнява лунната стъпка). Още прилики с известния певец има в Thriller Bark арката, където самото име Thriller е песен на певеца. Също така зомбитата са представени да танцуват в имението на Thriller Bark, въпреки че ритъмът не е от оригиналната песен. Брук също така има скеч, в който той се навежда към стената под формата на 45-градусов ъгъл, а Майкъл Джаксън е известен със своите неспазващи гравитацията 45-градусови накланяния.
Вторият е Тони Тони Чопър (на английски: Tony Tony Chopper), който прилича на Рудолф, еленът с червен нос, като и двата героя имат носове в различни от нормалното цветове и затова са прокудени от семействата си. Също така има песен, посветена на този герой, наречена „Чопър, еленът със син нос“ и е създадена точно за този герой. Песента е изпълнена от японски глас в списания Weekly Shonen Jump през ежегодната фиеста на 2007 и отново през 2008. Рожденият ден на Чопър е Бъдни вечер или вечерта, когато Дядо Коледа носи подаръците, а по това време Чопър е изобразен да дърпа шейна.

## Културно въздействие
На Олимпийските игри в Токио през 2020 г. гръцкият атлет Милтиадис Тентоглу изпълнява поза „Gear Second“, преди да спечели златен медал в състезанието по дълъг скок при мъжете. Ген в плодовата муха (Плодова мушица) е наречен "Барамицин", отчасти вдъхновен от героя на One Piece Бъги. Генът кодира протеин, който е разделен на множество части.

### На български език
- Anime Rulezzz[неработеща препратка] – Статии за One Piece

### На английски език
- One Piece Wikia – A Wiki related to One Piece
- Shonen Jump's One Piece site Архив на оригинала от 2007-08-10 в Wayback Machine. Official manga site in North America
- One Piece on YTV[неработеща препратка] Secondary official anime site in Canada
- Official One Piece Anime Website from FUNimation
- Archive of 4Kids corporate One Piece page
- One Piece Episode Comparisons Архив на оригинала от 2007-08-18 в Wayback Machine.
- Anime News Network

### На японски език
- OnePiece.com (One Piece ドットコム One Piece Dottokomu) Official site from the Japanese publishers
- Shueisha's One Piece Site Архив на оригинала от 2006-06-15 в Wayback Machine. Official site from the magazine where One Piece is serialized in Japan
- Fuji TV's One Piece Site Official site from the network airing One Piece in Japan
- Toei's One Piece Site Official site from the animation studio